# St. Kilda (Skotsko)
St. Kilda (skotskou gaelštinou Hiort) je skotské souostroví, které leží v Atlantském oceánu, 64 kilometrů západně od Vnějších Hebrid. Ostrovy jsou  v novodobé historii považovány za raritu díky své izolovanosti do 16. století.Kdy se začal na zdejším na zdejším území rozvíjet turismus. Na tomto souostroví žijí kolonie mořských ptáků, mezi něž patří i ohrožené druhy.
Počet obyvatel podle odhadů většinou nepřekročil počet dvě stě lidí. Poslední starousedlíci ostrovy opustili na vlastní žádost v roce 1930. V roce 1957 byla St. Kilda vyhlášena národní přírodní rezervací (National Nature Reserve). Patří do majetku organizace National Trust for Scotland a je od roku 1986 zapsána na seznamu Světového dědictví.
Od roku 1957 je na ostrově Hirta pozorovací stanoviště britské armády. Stanice je ve Village Bay nedaleko od někdejšího jediného osídleného místa jménem Village (Vesnice).

## Geografie
Souostroví, které se skládá z ostrovů Hirta, Dún, Soay a Boreray, je zbytkem zaniklého prstence sopky vyrůstající z mořského dna přibližně 40 metrů pod hladinou. Ostrovy jsou tvořeny magmatickými horninami s výrazným zastoupením gabra a žuly. Hirta, s rozlohou 670 hektarů, je největší ostrov a zaujímá více než 78 % celkové rozlohy tohoto souostroví. Následuje Soay („ostrov ovcí“) s 99 hektary (247 akrů) a Boreray („opevněných ostrov ), který měří 77 hektarů (190 akrů). Soay je 0,5 kilometru severozápadně od Hirty, Boreray 6 kilometrů na severovýchodě.

## Původ jména

Souostoví St Kilda

Existuje několik teorií o původu jména. Žádný světec není znám pod jménem Kilda. Haswell-Smith (2004) konstatuje, že jméno St Kilda se poprvé objevilo na holandské mapě v roce 1666. Předpokládá se, že byl název odvozen ze jména Norse sunt kelda. Martin Martin,[kdo?] který ostrov navštívil v roce 1697, tvrdil, že St. Kilda je jméno po jednom místním obyvateli.

## Obyvatelstvo

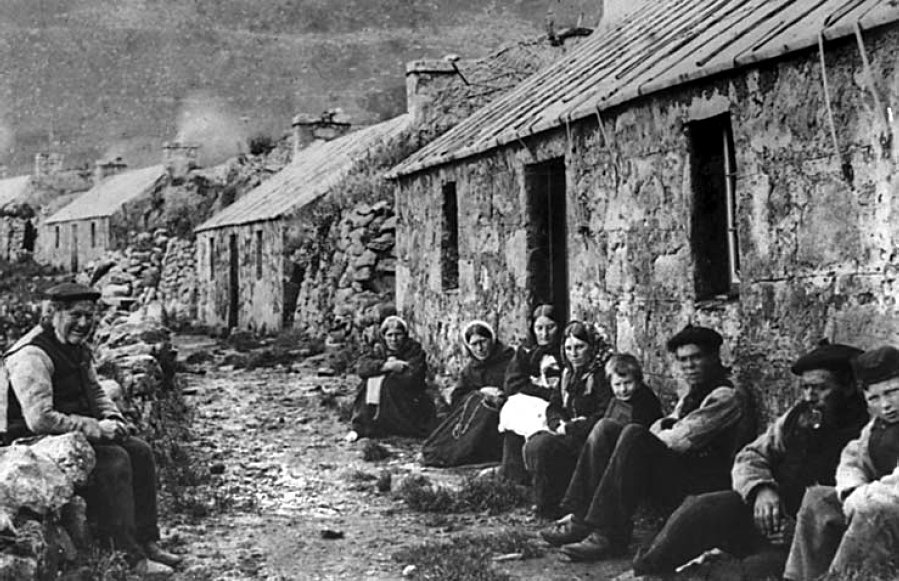
Obyvatelé ostrova St. Kilda na fotografii z roku 1886

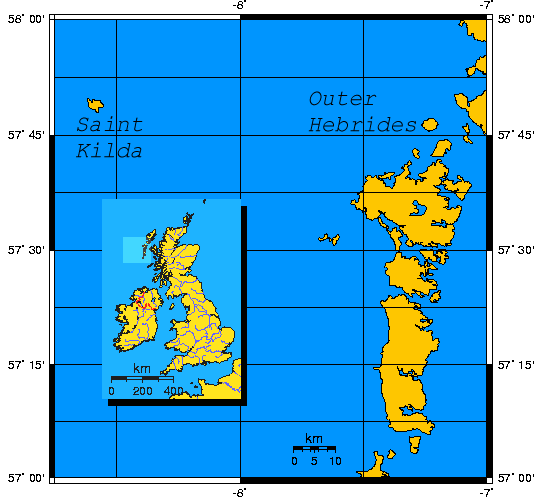
St. Kilda na mapě Velké Británie

Předpokládá se, že ostrovy byly osídleny od doby bronzové. Malá místní populace prakticky až do 18. století neměla mnoho příležitostí se setkat s ostatními národy, a tudíž její životní návyky zůstávaly dlouho bez jakýchkoli změn. Obstarávání potravy spočívalo ve sběru vajec a v lovu mořských ptáků (prováděném riskantním lezením po skalách), jednoduchém rybolovu, později chovu ovcí a pěstování ječmene. Obyvatelé neměli větší lodě, protože moře v okolí je neobyčejně bouřlivé a jediné kotviště ve Village Bay není příliš chráněné. Izolace ostrovů byla dlouho téměř dokonalá. Ostrované, ač formálně poddaní britského krále, si vládli fakticky sami prostřednictvím místního sněmu. Žádný z obyvatel St. Kildy nikdy nebojoval ve válce.[zdroj?]

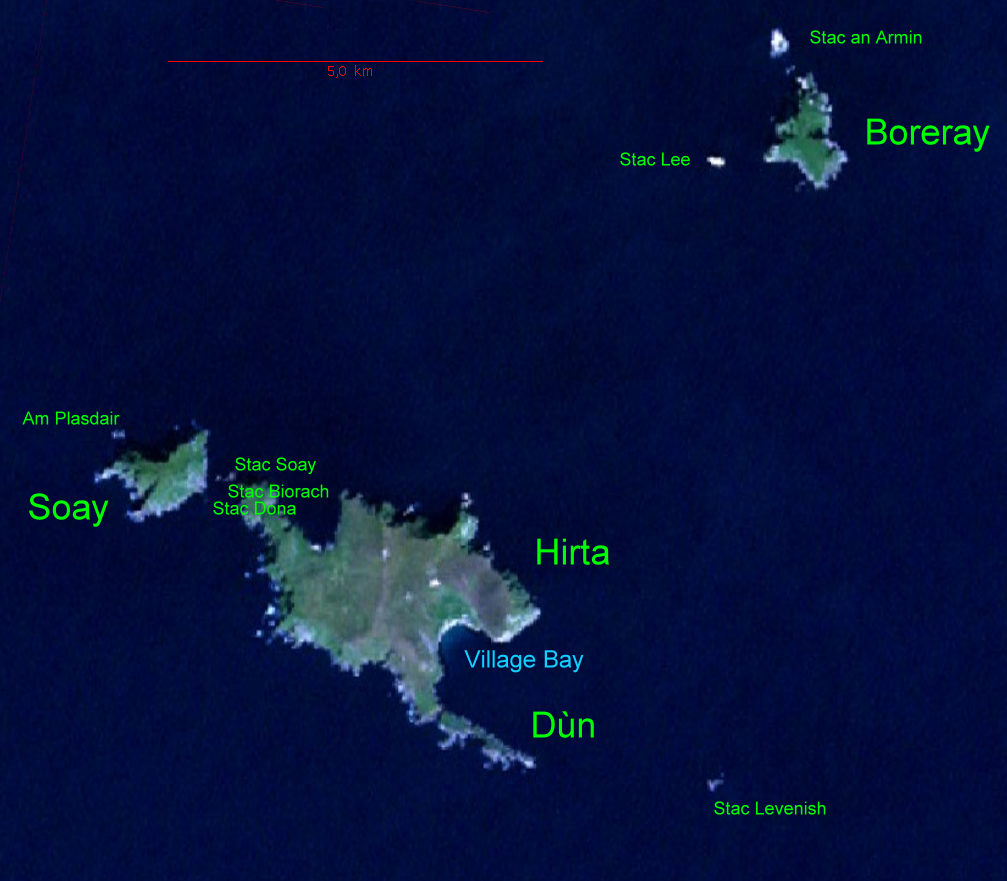
St. Kilda na snímku od NASA

V roce 1697 činila místní populace 180 lidí, později sem návštěvní lodě zavlekly choleru a neštovice, což zapříčinilo úbytek stávající populace. V roce 1727 přišlo na ostrovy několik rodin z ostrova Harris, aby tento úbytek nahradilo. Okolo roku 1758 byl počet místních těsně pod stovkou, což víceméně platilo po další století. Emigrace 36 obyvatel do Austrálie v roce 1851 měla zásadní dopady, poté se už počet obyvatel ostrovů nikdy nezvýšil. Po první světové válce opustilo území 36 ostrovanů a zbylo tu již pouze 37 lidí v roce 1928. 29. srpna 1930 opustilo posledních 36 obyvatel St. Kildy ostrovy a přesídlilo se na poloostrov Morvern na západním pobřeží Skotska na historickém území Lochaberu. Reginald MacLeod of MacLeod, jehož klanu St. Kilda po staletí patřila, prodal souostroví o rok později.

## Fauna
Ostrovy jsou domovem mnoha mořských ptáků, včetně terejů, kterých zde žije 24 procent světové populace - celkem 30 000 párů. Vedle ostrova Bass Rock se jedná o jednu z největších světových kolonií. Mimo terejů se na St. Kildě nachází na 49 000 párů buřňáčka malého, což je celkem 90 procent evropské populace. Známý severský papuchalk bělobradý plochozobý se zde vyskytuje ve velké stotřicetitisícové kolonii, což představuje 30 procent britské kolonie. Na ostrovech lze také spatřit střízlíka obecného a naturalizovaný druh myšice křovinné, která se přizpůsobila místním ostrovním podmínkám a doznala během dlouhého období přizpůsobování několika odlišností, stejně jako myš domácí. Ta se zde vyvinula v originální poddruh mus musculus muralis. Dalším ojedinělým zástupcem fauny je soayská ovce, anglicky Soay sheep (Ovis aries), pojmenovaná podle kildského ostrova Soay. Nyní však větší část populace z 2000 kusů žije na sousední Hirtě, kam byly přepraveny.

## Dostupnost
Lodí z ostrova Harris-Lewis nebo North Uist, Vnější Hebridy.